# Facility a Condition Report
Jedná se o dvě zprávy v muzeologické problematice, které se v praxi využívají při žádosti o mezinárodní výpůjčku (název je v angličtině). 

## Facility Report (zpráva o stavu budov)
Je to datovaný a autorizovaný protokol, popisující stav objektu, vytvořený pro konkrétní účel.

Měl by obsahovat tato kritéria a vyjádření k nim: 
1. Obecné informace o vypůjčiteli
2. Obecné informace o budově
3. Technické informace o výstavním prostoru
4. Klimatické a světelné podmínky
5. Zabezpečení budovy
6. Protipožární ochrana
7. Pojištění
8. Historie výpůjček
9. Kontaktní informace – seznam zodpovědných osob
10. Technické plány budovy

## Condition Report (zpráva o stavu díla)
Je to datovaný a autorizovaný protokol, popisující stav díla, vytvořený pro konkrétní účel.
 
Dokument obsahuje popis současného stavu díla. Měl by obsahovat: 
1. Informace související s dílem
2. Informace související s pohybem, stěhováním a manipulováním s dílem
3. Záznam o změnách stavu díla
4. Požadavky na jeho přesun, balení, instalaci, manipulaci, optimální podmínky